# ロドリゴ・デフェンジ
ロドリゴ・デフェンジ（Rodrigo Defendi, 1986年6月16日 - ）は、ブラジル・リベイラン・プレト出身のサッカー選手。ポジションはディフェンダー(CB)。

## 経歴

### トッテナム時代
2004年にイングランド・プレミアリーグのトッテナム・ホットスパーFCのユースチームに加入。
2006年1月にイタリア・セリエAのウディネーゼ・カルチョにレンタル移籍。2005-06シーズンの2006年2月26日セリエA第27節のインテルナツィオナーレ・ミラノ戦で先発出場し、セリエAデビュー。54分にバレートと交代するまでプレーした。
2006年7月にはASローマへレンタル移籍。2006-07シーズンの2006年10月18日、チャンピオンズリーググループリーグ第3節オリンピアコスFC戦で91分にロドリゴ・タッデイに代わって出場し、チャンピオンズリーグデビューを果たした。
しかし、トッテナムのトップチームには出場できず、2007年8月9日にセリエBのUSアヴェッリーノ1912に完全移籍。

### その後
アヴェッリーノへと移籍した後、ブラジル・セリエBのパラナ・クルーベやポルトガル・プリメイラリーガのヴィトーリア・ギマランイスなどでもプレーし、出場機会を得た。
2017年からはプリメイラ・リーガのCDアヴェスでプレー。

## タイトル

### クラブ
ローマ
- コッパ・イタリア:1回 (2006-07)

ヴィトーリア・ギマランイス
- タッサ・デ・ポルトガル:1回 (2012-13)

ボタフォゴ
- リオデジャネイロ州選手権:1回 (2013)

マリボル
- スロベニアリーグ:1回 (2016-17)
- スロベニア・カップ:1回 (2015-16)

アヴェス
- タッサ・デ・ポルトガル:1回 (2017-18)